# Remera (Gasabo)
Remera ist einer von 15 Sektoren im Distrikt Gasabo in der Hauptstadt Kigali von Ruanda.

## Geographie
Remera hat eine Fläche von 7,3 km² und liegt auf einer Höhe von etwa 1450 m. Der Sektor unterteilt sich in die vier Zellen Rukiri I, Rukiri II, Nyabisindu und Nyarutarama. Nachbarsektoren sind im Norden Kinyinya, im Osten Kimironko, im Süden Niboye, im Südwesten Kicukiro, im Westen Kimihurura und im Nordwesten Kacyiru.

## Bevölkerung
Nach der Volkszählung von 2022 betrug die Einwohnerzahl 38.648 Einwohner. Zehn Jahre zuvor waren es 43.279, was einer jährlichen Bevölkerungsabnahme von 1,1 Prozent zwischen 2012 und 2022 entspricht.

## Kultur
Im Sektor befinden sich innerhalb der Zelle Rukiri II mit dem Stade Amahoro und der BK Arena die größten Sportstätten Kigalis.

## Verkehr
Das Südende des Sektors Remera kreuzt in Ost-West-Richtung die Nationalstraße 3, die auf die entlang der Südostgrenze des Sektors verlaufende Nationalstraße 4 trifft.